# Nao-Cola Jamazaki
Nao-Cola Jamazaki (山崎 ナオコーラ, Jamazaki Nao-Kóra, * 1978), rodným jménem Naoko Jamazaki (山崎 直子, Jamazaki Naoko) je japonská spisovatelka[zdroj?]. Za předmět svého díla sama označuje „věci, které nikdo jiný nedokáže vyjádřit srozumitelnými slovy“. Obdržela cenu Bungei a cenu Šimase v kategorii milostných příběhů. Několikrát byla nominována na Akutagawovu cenu a její kniha Hito no sekkusu o warau na byla v roce 2008 zfilmována. Při psaní a mluvení o sobě používá zájmeno „oni“ v jednotném čísle, své pohlaví se rozhodla nezveřejnit. Má dvě děti.

## Mládí a vzdělání
Jamazaki se narodila v roce 1978 v japonském městě Kitakjúšú. Krátce po narození se s rodinou přestěhovala do prefektury Saitama, kde vyrůstala. Beletrii začala psát ve čtvrtém ročníku na tokijské univerzitě Kokugakuin. Její diplomová práce pojednávala o postavě Ukifune z Příběhu prince Gendžiho. Pseudonym „Nao-Cola“ je odkazem na její oblibu dietní Coca-Coly.

## Kariéra
Jejím literárním debutem byla v roce 2004 kniha Hito no sekkusu o warau na (人のセックスを笑うな, „Nesmějte se ostatním za jejich sexuální život“). Příběh pojednává o romantickém vztahu mezi 19letým studentem a jeho mnohem starší učitelkou. Kniha byla oceněna 41. cenou Bungei, zaměřenou na nové spisovatele*spisovatelky, a nominována na 132. Akutagawovu cenu. V roce 2008 obdržela kniha stejnojmenné filmové zpracování v režii Nami Iguči s Hiromi Nagasaku a Keničim Macujamou v hlavních rolích.
Na Akutagawovu cenu bylo jmenováno několik dalších románů Jamazaki. Na 138. Akutagawovu cenu byla nominována kniha Kacura bijóšicu beššicu (カツラ美容室別室 „Oddělená místnost v kaděrnictví“) z roku 2007, jejíž děj pojednává o vztazích mezi lidmi setkávajícími se v kosmetickém salonu. Prošla prvním kolem hlasování, ale nakonec neuspěla u výběrové komise; cenu získala Mieko Kawakami. Na 140. Akutagawovu cenu byla nominována její povídka Te (手, „Ruka“) z roku 2009, která byla později zařazena do stejnojmenné sbírky. Na 145. Akutagawovu cenu byl nominován milostný román Niki no kucudžoku (ニキの屈辱, „Niki a její hanba“). V roce 2016 byl na 155. Akutagawovu cenu nominován román Ucukušii kjori (美しい距離, „Krásná vzdálenost“), cenu však obdržela Sajaka Murata. Kniha Ucukušii kjori pojednává o ženě trpící rakovinou a jejím manželovi; obdržela 23. cenu Šimase v kategorii milostných příběhů.
Kromě beletrie publikuje Jamazaki také eseje o životě netradičních rodin. Sbírka esejů Kawaii otto (かわいい夫, „Roztomilý manžel“) pojednává o životě v rodině, v níž je manželka úspěšnější než manžel. Prvního potomka měla Jamazaki ve 37 letech; tuto svoji zkušenost zachycují v sérii esejů s titulem Haha dewa nakute oja ni naru (母ではなくて、親になる, „Nestávám se matkou, nýbrž rodičem“) publikované v roce 2017, jež pojednává o prvním roce života její dítěte.
V češtině dílo Jamazaki dosud publikováno nebylo. V anglickém překladu vyšla v roce 2017 v překladu Polly Barton sbírka tří povídek pod titulem Friendship for Grown-Ups. V recenzi pro The Japan Society of the UK spisovatelka Eluned Gramich uvedla, že „Jamazaki se zdá mít větší zájem o vzdálenost mezi zamilovanými, než o to, co je spojuje“ a Friendship for Grown-Ups označila za „humorné a inteligentní“. Periodikum The Japan Times vyzdvihlo schopnost Jamazaki „vykreslovat neurčitost moderního života“ a sbírku nazvalo „malou knihou, která má mnohé co říci o životě v dnešním světě“.

## Ocenění
- 2004: 41. cena Bungei[6]
- 2017: 23. cena Šimase v kategorii milostných příběhů[14]

## Vybraná díla
- Hito no sekkusu o warau na (人のセックスを笑うな, „Nesmějte se ostatním za jejich sexuální život“), Kawade šobó šinša, 2004, ISBN 9784309016849
- Kacura bijóšicu beššicu (カツラ美容室別室 „Oddělená místnost v kaděrnictví“), Kawade šobó šinša, 2007, ISBN 9784309018409
- Te (手, „Ruka“), Bungeišundžú, 2007, ISBN 9784163278209
- Niki no kucudžoku (ニキの屈辱, „Niki a její hanba“), Kawade šobó šinša, 2011, ISBN 9784309020631
- Beranda engei de kangaetakoto (ベランダ園芸で考えたこと, „Nad čím přemýšlím na balkonové zahradě“), Čikuma šobó, 2014, ISBN 9784480435941
- Kawaii otto (かわいい夫, „Roztomilý manžel“), Nacuhaša, 2015, ISBN 9784904816189
- Ucukušii kjori (美しい距離, „Krásná vzdálenost“), Bungeišundžú, 2016, ISBN 9784163904818
- Haha dewa nakute oja ni naru (母ではなくて、親になる, „Nestávám se matkou, nýbrž rodičem“), Kawade šobó šinša, 2017, ISBN 9784309025803
- Gišimai (偽姉妹, „Sesterství“), Čúókóron šinša, 2018, ISBN 9784120050909
- Šumi de haraippai (趣味で腹いっぱい, „Plno koničků“), Kawade šobó šinša, 2019, ISBN 9784309027784
- Busu no džišin no močikata (ブスの自信の持ち方, „Hrdí na svou ošklivost“), Seibundó šinkóša, 2019, ISBN 9784416519561
- Ribon no otoko (リボンの男, „Chlapec s mašlí“), Kawade šobó šinša, 2019, ISBN 9784309028521